# Nasir Jang Mir Ahmad
Nasir Jang Mir Ahmad (26 febbraio 1712 – Sarasangupettai, 5 dicembre 1750) fu nizam di Hyderabad dal 1748 al 1750.

## Biografia
Nasir Jang Mir Ahmad nacque nel 1712, in un'epoca in cui suo padre era ancora governatore e non aveva ancora dato vita al regno indipendente in Hyderabad.
Iniziò la propria carriera dal 1737 al 1741 quando sostituì di fatto il padre nelle operazioni di governo mentre questi si trovava impegnato a Delhi. Durante questo periodo tentò anche di usurpare il trono paterno ma venne tenuto a bada dallo stesso padre e rinchiuso nel palazzo di Aurangabad.
Alla morte del padre gli succedette il 2 giugno 1748 come legittimo erede a Burhanpur.
Nasir venne ucciso a Dupleix-Fathabad (Sarasangupettai), presso Gingee, dal Pathan Himmat Khan, Nawab di Kadapa, il 5 dicembre 1750 e venne sepolto successivamente nel mausoleo di Hazrat Burhan al-Din Gharib, Khuldabad.